# Stardust Galaxies
Stardust Galaxies ist das vierte Studioalbum der südafrikanischen Rockband The Parlotones. Es erschien während ihrer Welttournee am 30. Oktober 2009 und verkaufte sich in der ersten Woche 20.000 Mal in Südafrika. Das Album erhielt die Goldene Schallplatte im eigenen Land. Nach einem Monat erreichte das Album Platin; inzwischen erreichte Stardust Galaxies sogar Doppel-Platin und ist somit das erfolgreichste Album der Band.
Am 4. Juni 2010, eine Woche vor Beginn der Fußball-Weltmeisterschaft 2010, wurde Stardust Galaxies auch in Europa verkauft. Die Neuveröffentlichung enthält sowohl den ARD-WM-Song Come Back as Heroes als auch eine Bonus-CD mit sechs Songs, die auf dem Album Radiocontrolledrobot enthalten sind. In Deutschland stieg das Album auf Anhieb in die Charts. Dort belegte das Album den 75. Platz. Ihre Single Life Design war ebenfalls in den deutschen Charts (Platz 84) zu finden.
Stardust Galaxies wurde bei Sovereign Entertainment veröffentlicht.

## Titelliste
1. Push Me to the Floor
2. The Stars Fall Down
3. Should We Fight Back
4. We Call this Dancing
5. Fly to the Moon
6. Life Design
7. Remember When …
8. Welcome to the Weekend
9. Brighter Side of Hell
10. It’s Only Science
11. Fireworks and Waterfalls
12. Stardust Galaxies (feat. Zolani Mahola)
13. Come Back as Heroes (Europa-Release)

### Bonus-CD
1. Louder Than Bombs
2. Overexposed
3. Beautiful
4. I’ll Be There
5. Giant Mistake
6. Dance

## Erfolg
The Parlotones gewannen bei den South African Music Awards (SAMA) zwei Titel. Das Musikvideo zum Song Push Me To The Floor wurde als bestes Musikvideo und Stardust Galaxies als bestes Album ausgezeichnet.